# 연골초아과
연골초아과(軟骨草亞科, 학명: Polycnemoideae 폴리크네모이데아이[*])는 비름과의 아과이다.

## 하위 분류
- 연골초속(Polycnemum L.)
- Hemichroa R.Br.
- Nitrophila S.Watson
- Surreya R.Masson & G.Kadereit